# Jiří Vyčichlo
Jiří Vyčichlo (* 17. května 1946, Praha) je bývalý československý atlet, specialista na trojskok.
V roce 1974 se zúčastnil evropského šampionátu v Římě, kde ve finále obsadil 7. místo (16,37 m). O rok později skončil na halovém ME v polských Katovicích na 9. místě. V roce 1976 reprezentoval na letních olympijských hrách v Montrealu. Do finále se probojoval šestým nejdelším výkonem kvalifikace (16,54 m). Ve finálovém kole v úvodních dvou pokusech přešlápl a ve třetí sérii skočil do vzdálenosti 16,28 m, což k postupu mezi nejlepších osm nestačilo. I tak je jeho deváté místo jedním z nejlepších výsledků československého trojskoku na olympijských hrách. Lepšího umístění dosáhl jen Martin Řehák na olympiádě v Melbourne v roce 1956, když skončil na 5. místě a v roce 1988 na LOH v jihokorejském Soulu Ivan Slanař, který se umístil na 7. místě.
Byl dlouholetým reprezentantem ČSSR v lehké atletice, člen oddílu Dukla Praha. Sedmkrát se stal mistrem Československa v trojskoku na dráze a třikrát v hale.
Jeho druhou manželkou byla olympijská vítězka ve skoku do výšky Miloslava Rezková.

## Osobní rekordy
- hala – 16,07 m – 31. leden 1976, Bukurešť
- venku – 16,87 m – 16. květen 1976, Praha